# اثر بیش‌اطمینانی
اثر بیش اعتمادی (اعتماد به نفسِ کاذب) (به انگلیسی: Overconfidence effect)، یک نوع سوگیری تثبیت‌شده است که در این حالت، مخصوصاً زمانی‌که اعتماد و اطمینان نسبتاً بالا باشد، اعتماد ذهنی فرد به قضاوت‌های خود، بیش از صحت عینی این قضاوت‌ها خواهد بود. بیش اعتمادی یک نمونه از خطا در درجه‌بندی احتمالات ذهنی است. در ادبیات پژوهشی، بیش اعتمادی به سه شیوه مجزا تعریف شده‌است: (۱) بیش ارزیابی عملکرد واقعی خود؛ (۲) خود-برتر-اِنگاری یا قائل شدن جایگاه بالاتر برای عملکرد خود در مقایسه با دیگران؛ (۳) دقت بیش از اندازه در بیان قطعیت توجیه ناپذیر نسبت به صحت باورهای خود.
پرسش از افراد در خصوص این که به باورهایشان یا جواب‌هایی که ارائه کرده‌اند، چقدر اعتماد دارند معمول‌ترین شیوه مطالعه در مورد بیش اعتمادی بوده‌است. داده‌ها نشان می‌دهد که اطمینان به‌طور سیستماتیک از صحت تجاوز می‌کند. یعنی مردم بیش از آن چیزی که شایسته‌است، به درست بودن باورهایشان اطمینان و اعتماد دارند. اگر اطمینان فرد با درجه‌بندی بی نقص و کامل صورت می‌گرفت، قضاوت‌هایی با اطمینان ۱۰۰٪ در صد درصدِ مواقع، قضاوت‌هایی با اطمینان ۹۰٪ در نود درصدِ مواقع و به همین منوال قضاوت‌هایی در سایر سطوح اطمینان، درست و صحیح می‌بودند. در مقابل، یافته کلیدی بدست آمده حاکی از آن است که در مواردی که پاسخ دادن به سوالات سخت دربارهٔ یک موضوع ناآشنا مطرح است، اطمینان و اعتماد از صحت فاصله می‌گیرد. برای مثال، در هجی کردن، آزمودنی‌ها در ۸۰٪ مواقع جواب صحیح دادند، درحالیکه ادعا می‌کردند ۱۰۰٪ مطمئن هستند. به عبارت ساده‌تر، زمانی‌که آزمودنی‌ها انتظار داشتند که نرخ خطا ۰٪ باشد، نرخ خطا ۲۰٪ بود. در یک رشته از آزمایش‌ها، آزمودنی‌ها در پاسخ‌های درست-یا-غلط به گزاره‌های اطلاعات عمومی، در تمام سطوح دارای بیش اعتمادی بودند. زمانی‌که آنان در مورد پاسخ به یک سؤال ۱۰۰٪ مطمئن بودند، ۲۰٪ مواقع اشتباه می‌کردند.

## گونه‌های مختلف بیش اعتمادی

### بیش-ارزیابی
یکی از نمودهایِ اثرِ بیش اعتمادی، تمایل فرد به بیش ارزیابیِ جایگاه خود در یکی از ابعاد قضاوت یا عملکرد است. این زیرمجموعه بیش-اطمینانی، ناظر بر قطعیتی است که یک فرد در خصوص توانایی، عملکرد، سطح کنترل، یا شانس موفقیت خود احساس می‌کند. این پدیده بیش از همه در تکالیف سخت، سوالات سخت، زمانی‌که که احتمال شکست بالاست یا زمانی‌که فرد ارزیابی‌کننده دارای مهارت نباشد، روی می‌دهد. بیش-ارزیابی بیشتر در حوزه‌هایی غیر از حوزه‌های مرتبط با عملکرد خود فرد روی می‌دهد. خطای برنامه‌ریزی و توهم کنترل نیز از همین دسته است.

#### توهم کنترل
توهم کنترل به نوعی تمایل رفتاری در فرد گفته می‌شود که در آن حالت فرد به گونه‌ای رفتار می‌کند که گویی در کنترل امور است درحالیکه در واقع چنین نیست. با این حال، شواهد موجود از این انگاره که افراد به‌طور سیستماتیک در خصوص میزان کنترل خود دارای بیش ارزیابی هستند، پشتیبانی نمی‌کند؛ زمانی‌که افراد کنترل زیادی دارند، برآورد پایینی از میزان کنترل خود ارائه می‌دهند.

#### خطای برنامه‌ریزی
خطای برنامه‌ریزی به تمایل افراد به بیش-ارزیابیِ نرخ کار خود یا برآورد پایین از مدت زمان مورد نیاز برای انجام کارها گفته می‌شود. این تمایل در تکالیف طولانی و پیچیده از همه نیرومندتر است و در تکالیف آسان که تکمیل آن‌ها سریع تر است، ناپدید شده یا معکوس می‌شود.

#### شواهد مخالف
اثرات تفکر آرزومندانه که در آن افراد به دلیل مطلوبیت یک رویداد، احتمال وقوع آن را بیش از اندازه برآورد می‌کنند، نسبتاً اندک هستند. این امر تا حدودی ممکن است به این دلیل باشد که افراد قبل از نتایج مهم، بدبینی تدافعی به خود می‌گیرند تا ناامیدی و سرخوردگی ناشی از پیش‌بینی‌های بیش از اندازه خوش‌بینانه بعدی را کاهش دهند.

### دقت بیش از اندازه
دقت بیش از اندازه عبارت است از اعتماد و اطمینان افراطی فرد نسبت به آگاهی اش به حقیقت. برای مرور، نگاه کنید به هاروی (۱۹۹۷) یا هوفراژ (2004).
بخش عمده‌ای از شواهد مربوط به دقت بیش از اندازه از مطالعاتی حاصل می‌شود که در آن‌ها از شرکت کنندگان خواسته شده‌است که میزان اطمینان و اعتمادشان را در خصوص صحیح بودن سوالات منفرد بیان کنند. این پارادایم در عین سودمند بودن، نمی‌تواند بیش-ارزیابی را از دقت بیش از اندازه متمایز کند؛ آن‌ها در این قضاوت‌های اطمینان-سؤال یکسان و واحد هستند. پس از طرح یک سری قضاوت‌های اطمینان-سؤال، اگر افراد سعی کنند که تعداد سوال‌هایی را که درست فهمیده‌اند را برآورد کنند، تمایلی به بیش-ارزیابیِ نمرات خود نخواهند داشت. متوسط قضاوت‌های اطمینان-سؤال آن‌ها از تعداد سوالاتی که آنان ادعا می‌کنند درست فهمیده‌اند، تجاوز می‌کند.
یک توضیحِ ممکن برای این مسئله این است که قضاوت‌های اطمینان-سؤال به دلیل دقت بیش از اندازه متورم شده و قضاوت‌های آنان نشانگر بیش ارزیابی سیستماتیک نیست.

#### فواصل اطمینان
محکم‌ترین شواهد در مورد دقت بیش از اندازه، از مطالعاتی حاصل شده‌است که در آن‌ها از شرکت کنندگان خواسته شده‌است که با مشخص کردن فاصله اطمینان ۹۰٪ در اطراف برآوردهای مقادیر معین، میزان دقت دانش خود را نشان دهند. اگر افراد درجه‌بندی بی نقصی داشتند، فواصل اطمینان ۹۰ درصدی آنان در ۹۰٪ مواقع شامل جواب صحیح می‌شد.
در واقع، نرخ‌های برخورد غالباً به ۵۰٪ می‌رسد که بیانگر آن است که افراد فواصل اطمینان خود را بیش از اندازه باریک رسم کرده‌اند و به‌طور ضمنی حاکی از آن است که آنان فکر می‌کنند که دانشِ آنان در مقایسه آنچه که در واقع است، صحت بیشتری دارد.

### خودبرترانگاری
خودبرترانگاری شاید برجسته‌ترین نمود اثر بیش اعتمادی باشد. خودبرترانگاری به قضاوت در مورد عملکرد خود در مقایسه با عملکرد دیگران گفته می‌شود. این زیرمجموعه بیش اعتمادی زمانی روی می‌دهد که افراد فکر می‌کنند که از دیگران بهتر و برتر هستند یا «بالاتر از میانگین هستند.» خودبرتربینی عمدتاً در مورد تکالیف ساده روی می‌دهد؛ مواردی که معتقدیم که انجام موفقّیت‌آمیز آن‌ها آسان است. یک تبیین برای این نظریه، توانایی آن در خود-ارتقایی است.

#### نمودها

##### اثراتِ بهتر از میانگین
شاید مشهورترین یافته بهترِ از متوسط، یافته سونسون (۱۹۸۱) باشد مبنی بر اینکه ۹۳٪ از رانندگان آمریکایی خود را بهتر از میانگین، رتبه‌بندی می‌کنند.
فراوانی ادعاها از سوی مدارس مبنی بر اینکه دانش آموزان آن‌ها عملکردی بالاتر از میانگینِ ملی دارند، اثر «لِیک وبگون» نامگذاری شده‌است؛ این نامگذاری برگرفته از شهر فرضی گاریسون کلیور است که در آن شهر، «تمام بچه‌ها بالاتر از میانگین هستند.» خودبرترانگاری به همین ترتیب در بسیاری از اوضاع و احوال دیگر نیز مستند شده‌است. با اینحال، کروگر (۱۹۹۹) نشان داد که این اثر محدود به تکالیف آسان است که موفقیت در آن‌ها متداول است یا افراد در آن‌ها احساس توانمندی می‌کنند. این اثر در مورد تکالیف سخت معکوس می‌شود و افراد باور دارند که بدتر و پایین‌تر از دیگران هستند.

##### اثراتخوشبینی مقایسه‌ای
برخی از پژوهشگران ادعا کرده‌اند که افراد تصور می‌کنند که احتمال رویداد چیزهای خوب برای آن‌ها بیش از دیگران است.
اما برخی دیگر به این نکته پرداخته‌اند که کار قبلی به سمت بررسی رویداد نتایج خوبی که متداول بود (مثلاً صاحب خانه بودن) و رویداد نتایج بدی که نایاب بود (مثلاً برخورد با رعد و برق) سوق داشته‌است. فراوانی رویداد، بخشی از یافته‌های قبلی در مورد خوشبینی مقایسه‌ای را توضیح می‌دهد. افراد فکر می‌کنند که احتمال رخداد رویدادهای متداول (نظیر عمر بیش از ۷۰ سال) برای آن‌ها بیش از دیگران است و احتمال رخداد رویدادهای نایاب (نظیر عمر بیش از ۱۰۰ سال) برای آن‌ها کمتر از دیگران است.

##### توهم مثبت
تیلور و براون (۱۹۸۸) استدلال کرده‌اند که افراد از آن جهت به باورهای بیش از اندازه مثبت دربارهٔ خود، توهّمات کنترل، و باور به برتری کذب می‌چسبند که این باورها به آنان در سازگاری و کامیابی یاری می‌رساند.
با آنکه شواهدی وجود دارد مبنی بر اینکه باورهای خوش‌بینانه با نتایج بهتر زندگی همبستگی دارد، اما بخش عمده پژوهش که به مستندسازی این نوع پیوندها پرداخته‌است تبیین دیگر ارائه می‌دهد و آن اینکه پیش‌بینی‌های آنان صحت دارد.

## نتایج عملی
«متخصصانی که
اعتماد و اطمینان بیش از اندازه بخود دارند صادقانه معتقدند که دارای تخصص هستند،
به‌صورت افراد متخصص عمل می‌کنند و نگاهشان همانند متخصصان است.»

=== دنیل کانمن ===
بیش اطمینانی «رایج‌ترین و به‌طور بالقوه مصیبت بارترین» خطا یا سوگیری شناختی نامیده شده‌است که انسان‌ها گرفتار آن می‌شوند.
بیش اعتمادی را علّت دعاوی دادگاهی، اعتصابات، جنگ‌ها، و حباب‌های بازار سهام و تصادفات دانسته‌اند.
اعتصابات، دعاوی دادگاهی، و جنگ‌ها می‌تواند از خودبرترانگاری نشات گیرند. اگر شاکیان و متهمان بر این باور باشند که شایسته‌تر، منصف تر، یا محق تر از رقبای حقوقیشان هستند، این می‌تواند سماجت آن‌ها را در پیگیری دعاوی حقوقی طولانی مدت ناکارآمد تقویت کند.
اگر اتحادیه‌ها بر این باور باشند که از دیگری نیرومندتر و محق تر هستند، این می‌تواند اراده آنان را برای ادامه اعتصابات کارگری قوی تر سازد.
اگر کشورها بر این باور باشند که ارتش آن‌ها از ارتش سایر کشورها قوی تر است، این می‌تواند اراده آنان برای ورود به جنگ را تبیین کند.
دقت بیش از اندازه نتایج عملی مهمی برای رفتار سرمایه‌گذاری و معامله در بازار سهام دارد. از آنجایی که بیزاینی‌ها نمی‌توانند با عدم توافق موافقت کنند، نظریه فاینانس کلاسیک در توضیح این نکته با مشکل رو به رو است که اگر معامله گران بازار سهام، بیزاینی‌های کاملاً معقولی هستند، پس چرا این همه معامله در بازار سهام وجود دارد. خودبرترانگاری می‌تواند جوابی برای این مسئله باشد. اگر بازیگران بازار اطمینان بیش از اندازه‌ای داشته باشند به اینکه برآوردهای آنان از ارزش یک دارایی صحیح است، تمایل بیش از اندازه‌ای برای معامله با کسانی خواهند داشت که اطلاعاتی متفاوت از اطلاعات آنان دارند.
اوسکامپ (۱۹۶۵) چند گروه از روانشناس‌های بالینی و دانشجویان روانشناسی را از طریق تکلیف انتخاب چند گزینه‌ای و استخراج نتایج از یک مطالعه موردی، مورد آزمون قرار داد. آزمودنی‌ها رتبه‌بندی اطمینان را به شکل درصد احتمال صحیح بودن ارائه دادند. این کار امکان مقایسه اطمینان در برابر صحت را فراهم می‌آورد. زمانی‌که اطلاعات بیشتری در مورد مطالعه موردی به آزمودنی‌ها داده شد، اطمینان آن‌ها از ۳۳٪ به ۵۳٪ افزایش یافت. با این حال، صحت آن‌ها بهبود معناداری نشان نداشت و زیر ۳۰٪ باقی ماند. از این رو، این آزمایش نشانگر بیش اعتمادی بود، که با افزایش اطلاعات آزمودنی‌ها برای قضاوت بر پایه آنها، افزایش یافت.
اگرچه تمایل عمومی نسبت به بیش اطمینانی وجود ندارد، پویایی‌های اجتماعی و انتخاب نامساعد به نظر می‌رسد که به آن دامن می‌زند. برای مثال، کسانی که شجاعت به خرج داده و وارد کسب و کار جدیدی می‌شوند، همان کسانی هستند که توانایی‌های خود را در مقایسه با توانایی افرادی که وارد کسب و کار نشده‌اند بالاتر می‌بینند؛ و اگر رای‌دهندگان، رهبرانی با اطمینان به نفس را معتبر می‌یابند، در آن صورت رقبای رهبری یادمی‌گیرند که برای پیروز شدن باید اطمینان و اعتماد به نفس بیشتری در مقایسه با رقبایش نشان دهند.
بیش اطمینانی می‌تواند برای عزّت نفس فردی و نیز دستیابی فرد به اهداف مطلوب سودمند باشد. اعتقاد و باور در یک فرد به تنهایی می‌تواند اراده برای تلاش را در یک فرد نسبت به فردی دیگری که چنین باوری ندارد افزون تر کند.

## تفاوت‌های فردی
سطوح بسیار بالای خود-ارزیابی‌های محوری، یک صفت شخصیتی ثابت متشکل از منبع کنترل، روان رنجوری، خود-کارآمدی، و عزت نفس، می‌تواند به اثر بیش اعتمادی منجر شود. افرادی که خودارزیابی‌های محوری بالایی دارند، به‌طور مثبت در مورد خودشان خواهند اندیشید و به توانایی‌های خود اطمینان خواهند داشت، با این حال، سطوح بیش از اندازه بالای خودارزیابی‌های محوری می‌تواند اعتماد به نفس را بیشتر از آن چیزی کند که توجیه پذیر است.